# Grille (önjáró löveg)
A Grille („Tücsök”) a Wehrmacht második világháborús önjáró lövege. Két változatban készült, mindkettő a csehszlovák LT vz. 38 (Panzer 38(t)) tank alvázára épült, és 15 cm schweres Infanteriegeschütz 33 gyalogsági ágyúval volt felszerelve. Jóval sikeresebb volt, mint a Sturmpanzer I és a 15 cm sIG 33 auf Fahrgestell Panzerkampfwagen II (Sf) önjáró lövegek.

## Történet
1943. február 6-án  Hitler utasítást adott 200 jármű legyártására, hogy a páncélos és páncélgránátos egységeket saját önjáró nehéztüzérséggel lássák el. A járművet a prágai Märische Maschinenfabrik (BMM, korábban ČKD Prága) gyártotta. Először 1943 nyarán, a kurszki csatában vetették be. Géppuskafészkek, erődítmények ellen, illetve a gyalogság közvetlen tűztámogatására használták. 1945 februárjában 173 Grille önjáró löveg szolgált a német hadsereg alakulataiban.

## Technika
12,5 literes, hathengeres, folyadékhűtéses, porlasztós, soros elrendezésű motorral szerelték fel, amely 147 lóerőt adott le 2200/perc fordulatszámon. Az erőátvitelt egy hatsebességes bolygókerekes sebességváltóval (öt sebesség előre, egy sebesség hátra) és egy többtárcsás tengelykapcsolóval oldották meg. Az alváz négy gumiperemes kereket tartalmazott, amelyek páros felfüggesztéssel kapcsolódtak a félelliptikus rugózáshoz. A láncmeghajtó fogaskerékpár elöl helyezkedett el. Lánctalpai 93 darabból álltak, 293 mm szélességgel.

## Változatai

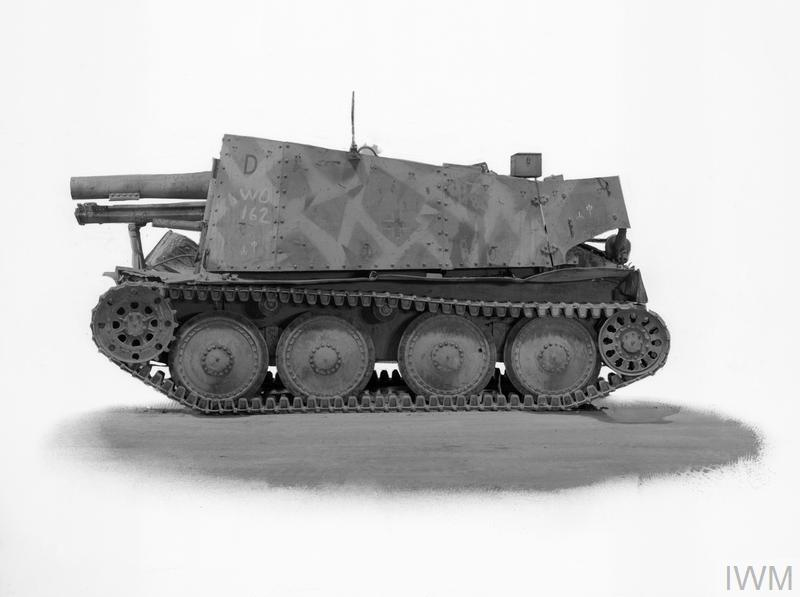
Tücsök H változat, az első verzió

### Ausf. H
Az első verziója a Panzer 38(t) alvázán alapult: kissé átalakítva, hátul beépített motorral szerelték fel. A tank tornyát eltávolították, és egy alacsony, nyitott felépítményre cserélték. A 15 cm-es schweres Infanteriegeschütz 33-at (nehéz gyalogságú ágyú) a páncéltér közepére helyezték. Mivel a jármű alvázát korlátozottan lehetett terhelni, ezért a test páncélzata elől 15 mm, oldalt pedig 10 mm vastagságú volt. Lőszerjavadalmazása 15 db 28,8 kg (HE), 24,6 kg (HL) vagy 54 kg (HL) lőszer volt. Legénysége 5 főből állt. Csak a vezető helyezkedett el a páncéltestben, a legénység többi tagja (parancsnok, lövész, töltő és rádiókezelő) a nyílt felépítményen állt, ahol ki voltak téve az ellenséges tűznek. Rossz időben a járművet felülről egy ponyvával fedték be, amit a páncéltest oldalához tudtak rögzíteni. 
A prototípussal együtt 91 példány készült 1943. áprilisáig. Oroszországban, Tunéziában, Olaszországban és Franciaországban vetették be. Járműleltár szerinti megnevezése 15 cm Schweres Infanteriegeschütz 33 (Sf) auf Panzerkampfwagen 38 (t) Ausf. H (SdKfz. 138/1).

### Ausf. K
Második verziója a Panzer 38 (t) Ausf. M alapjára épült, amelynek középső részében volt a motor. Ennek előrébb helyezésével a 150 mm-es ágyút a jármű hátuljára lehet rögzíteni, ami javította az egyensúlyát. Az előző változathoz hasonlóan a tornyot eltávolították és helyére új páncélozott felépítmény került, amely valamivel kisebb és magasabb volt, mint az előző modellé. Az Ausf. H  változattól eltérően a lőszertartó rekesz a jármű hátuljában volt, ez csökkentette a személyzet tagjainak számát 5-ről 4-re. 1943 novemberétől 1944 júniusáig 160 darabot, majd 1944 novemberétől további 24 példányt gyártottak. Gyengeségei a vékony páncélzat és az alacsony lőszerkészlet voltak, ezért lőszer szállítása céljából 1944 januárjától májusáig 102 lőszerszállító épült, ugyanazon alvázra, mint az Ausf. K, ezért könnyű volt átalakítani őket önjáró lövegekké. A lőszerszállító járműleltár szerinti megnevezése Munitionspanzer 38 (t) (sf) Ausf.K (sdKfz.138/1) .

### További azonos elnevezésű járművek
Az alábbi páncélosok szintén a Grille nevet kapták a szócikk tárgyát képező jármű után, bár technikailag nem állnak rokonságban vele:
- Grille 17 – Tigris II alvázra szerelt 17 cm-es löveg
- Grille 30